# 有坂美香
有坂 美香（ありさか みか、1974年〈昭和49年〉 - ）は、日本の女性歌手。神奈川県鎌倉市出身。Reggae Disco Rockers・Jazztronikのメインボーカルも務めている。

## 概要

### 来歴
- 1990年（平成2年）：単身渡米する。カリフォルニアの高校に通いながら、ミュージカル劇団で歌・演技・ダンスの経験を積む。同時期にゴスペルやジャズも歌い始める。
- 1995年：ボストンのバークリー音楽院に奨学生として入学する[1]。
- 1997年：L.L.Cool Jのバックコーラス、Overjoyed Gospel Ensembleの一員として日本ブルーノートツアーに参加
- 1999年：帰国と同時に様々なアーティストのコーラスを務める。
- 1999年：ビクターエンタテインメントより、アニメ『無限のリヴァイアス』の歌手に抜擢され、シングル『dis-/夢を過ぎても』を発売する。
- 2004年：Reggae Disco Rockers正式加入、アルバム『Rainbow』『Morning Glory 』『蜃気楼の街』『Melodies』をリリース
- 2005年：『機動戦士ガンダムSEED DESTINY』第2期エンディングテーマの歌手に抜擢、『Life Goes On』でオリコンデイリーチャート1位獲得
- 2006年：様々なジャンルのアーティストにフィーチャリングされ「フィーチャリングクイーン」と呼ばれ始める。Skoop On Somebody, Love Psychedelico, プライド男祭り等で100人以上のコーラス隊を指揮指導。 TV SONG BOOK 1999 - 2006を発売。
- 2007年：Jazztronikのメインボーカルとしてもライブおよびレコーディングに参加。
- 2008年：Knife Edge / ポニーキャニオンより、ファーストフルアルバム『Aquantum』を発売する。
- 2009年：角川映画「クヌート」のエンディングテーマの歌手に抜擢される等、広い範囲で活動を続ける。ボイストレーナー、クワイヤーディレクターとしても活動中。
- 2010年：テレビアニメ『神のみぞ知るセカイ』の『集積回路の夢旅人』にコーラスとして参加。
- 2011年：「サタデースポーツ&サンデースポーツ」 - 共通のメインテーマ「Walk ON」にコーラスとして参加。
- 2014年：TUBEのライヴツアーにコーラスで参加。

## 作品

### シングル
- dis-/夢を過ぎても
- dis- (ENGLISH Version)
- 月迷風影
- Life Goes On
- 蜃気楼の街 (Reggae Disco Rockers)
- Saturday Nite (Reggae Disco Rockers)

### アルバム
- Over The Dream
- Rainbow (Reggae Disco Rockers)
- Morning Glory (Reggae Disco Rockers)
- TV SONG BOOK 1999 - 2006
- Melodies (Reggae Disco Rockers)
- Aquantum （オリジナル1stアルバム）

### その他
- Living on like stars （ゲーム「ファンタシースターオンライン2」挿入歌）